# Rozářín
Rozářín (dříve někdy též Rozařín, Rosálov, německy Rosalienfeld) je vesnice, součást obce Moutnice v okrese Brno-venkov v Jihomoravském kraji. Se zástavbou Moutnic je zcela spojen.

## Historie
Rozářín vznikl parcelací moutnického dvora na pravém břehu Moutnického potoka v roce 1784 na pastviskách zvaných výhon. Údajně původními obyvateli byli lidé z Roudnicka[ujasnit] v Čechách. Jméno osady vzniklo na památku převorky bývalého kláštera dominikánek u sv. Anny v Brně, Anny Štefany Schneiderové (1743–1801), která během sedmileté války vypomáhala chudým. Za patronku byla zvolena sv. Rozálie Palermská.
Bylo zde postaveno 20 domů. První dům zde vystaven byl Josefa Havránka, čp. 11. Číslování domů šlo po popořadě od jihozápadu až po čp.10 a poté po druhé straně ulice od severovýchodu směrem k jihu počínaje domem čp.11. Mezi domovními čísly 15 a 16 měla být tak široká ulice, jako je mezi domy 5 a 6. Číslo 14 mělo stát na Haltýři (přírodní zásobárna vody), ale kvůli velké mělčině a podmáčené půdě, muselo být posunuto.
Roku 1846 uzavřela obec s Ignácem Polákem z Klobouk u Brna pachtovní smlouvu na pozemky, kde nechal vystavět větrný mlýn. Dlouholetým mlynářem byl Jan Svoboda, původem z Ježova. 
V letech 1850–1869 byl Rozářín spojen s Moutnicemi, jinak se jednalo o samostatnou obec. Počet obyvatel se postupně zvětšoval, rozrůstala se také zástavba, takže Rozářín s Moutnicemi již v 19. století srostl. Například v roce 1880 zde bylo 41 domů a 251 obyvatel. O spojení s Moutnicemi se jednalo od roku 1946, nakonec k němu došlo 25. června 1951. Vzhledem k tomu, že nebylo v té době v Rozáříně více než 100 popisných čísel, bylo ke každému domu připočteno číslo 200, aby nemuselo dojít k přečíslování celé obce. Původní čp. 1 má tak současnou podobu čp. 201, atd. 
Roku 1992 Rozářín zanikl i katastrálně, když bylo jeho území začleněno do katastru Moutnic.
Zástavba Rozářína se nachází v severní části Moutnic, podél silnice na Telnici. 
Na jeho návsi se nachází hranolová zvonice, která je zasvěcena sv. Rozálii Palermské. Postavena byla v roce 1905. Nepravidelně se zde ručně zvonívalo například v případě úmrtí a později pravidelně tzv. klekání. Na kapli bylo namalované místní lidové zdobení, které vytvořil Jan Holeček (1934–2022). Roku 2008 kaple prošla rozsáhlou rekonstrukcí a bylo zavedeno satelitní řízení zvonění. 

## Obyvatelstvo
| Rok            | 1869 | 1880 | 1890 | 1900 | 1910 | 1921 | 1930 | 1950 | 1961 | 1970 | 1980 | 1991 | 2001 | 2011 | 2021 |
| -------------- | ---- | ---- | ---- | ---- | ---- | ---- | ---- | ---- | ---- | ---- | ---- | ---- | ---- | ---- | ---- |
| Počet obyvatel | 187  | 246  | 279  | 250  | 308  | 330  | 346  | 319  | —    | 315  | 334  | 340  | —    | —    | —    |
| Počet domů     | 39   | 41   | 50   | 52   | 65   | 74   | 77   | 84   | —    | 83   | 90   | 110  | —    | —    | —    |

Vývoj počtu obyvatel

## Zajímavosti

### Rozárovský zázrak
Po bitvě u Hradce Králové se pruská armáda, konkrétně 1. pěší pluk, postupně přesunul na jihovýchod směrem k Mikulovu. Na mapě od generála Gustava von Kessel je zaznačen průběh pochodu. Trasa vedla také přes Moutnice a Rozařín. Vojáci zde byli ubytování, jak svědčí ústní podání -předávané z generace na generaci - od Anežky Springinsfeldové roz. Buchtové (1841 - 1877)  a její dcery Apolonie Havránkové (1866 - 1952).
| „ | Kdysi dávno lidi začali křičet a pobíhat zděšeni po ulici. "Dó vojáci, všecke nás okradó a zabijó! Děti bodó napichovat na kopí! Utečte všeci! Babička Šprincová měla napilno a nevěděla co dřív: vyhnat dobytek do polí, malý majetek do uzlů. S maló Apolenkou vyběhla na ulic, když už vojáci dupali v zátočině u kapličky sv. Rosálky. Babička v hrůze o maličkou ji strčila pod mostek u příkopy, ale vojáci spořádaně prošli a ubytovali se na starém hřišti u Nesvačilky [bytovky]. Nikomu se tak nic nestalo. | “ |

Vzhledem k velkému počtu osob a nedostatečným hygienickým podmínkám se začala šířit epidemie cholery na území Moravy. Moutnice, Jalovisko, Měnín, Telnice, Třebomyslice, Žatčany, Nesvačilka Těšany, Šitbořice a Křepice jsou sousední obce Rozařínské osady. Všechny tyto vesnice evidovaly mrtvé nakažené tímto onemocněním. Pouze v Rozaříně nebyl ani jeden občan nakažen, jak je uvedeno v matrice zemřelých a v kronice. Tato skutečnost je připisována přímluvě sv. Rozálie, jež je ochránkyní proti nakažlivým nemocem. Zajímavostí je i fakt, že místní farníci pořídili do farního chrámu obraz teto světice z roku 1865, tedy rok před vypuknutím zmíněné cholery.

### Obrázek rozařínské kapličky
Někdejší učitel Jan Unger pobýval se svoji ženou Ludmilou roz. Rosenbaumovou v Rozaříně č.p. 16 přímo naproti kapličky. Malíř Oldřich Rosenbaum, bratr zmíněné Ludmily, zde sestru se švagrem navštěvoval. Během jeho pobytu nakreslil obraz kapličky v Rozaříně, akvarel 22x22 cm a také kapličku zakreslil do místní kroniky. Manželé Ungerovi si obraz vzali s sebou na další působiště. V soupisu uměleckého majetku byl evidován v Uherském Hradišti.
Jan Unger působil v Olomouci, kde byl zatčen, kvůli aktivní činnosti v Sokolu. Zemřel roku 1942 v Osvětimi.
Zda obraz stále existuje není doposud známo. Moravské galerie jej ve svých soupisech nemají.

## Osobnosti
- František Diebl (1770–1859), zemědělský odborník, pedagog, novinář, v Rozáříně žil v letech 1850–1852[27]
- Filip Lejska (1828–1900), autor Pamětní knihy slavné obce Rozařínské, moutnický rodák, zemřel v Rozáříně[25]
- Marie Heliana Havránková (1906–1980), řeholnice, Kongregace Milosrdných sester svatého Karla Boromejského, rozařínská rodačka
- Rudolf Hrdý (1917–1996), vězněn v koncentračním táboře Mauthausen, rozářínský rodák
- František Havránek (1918–1944), podplukovník letectva, rozářínský rodák[28]
- Rudolf Mašek (1918–1942), podplukovník letectva, rozářínský rodák[26]
- Josef Dohnálek (1935–2005), pedagog, ředitel gymnázia, starosta Boskovic, rozářínský rodák[29]

## Galerie

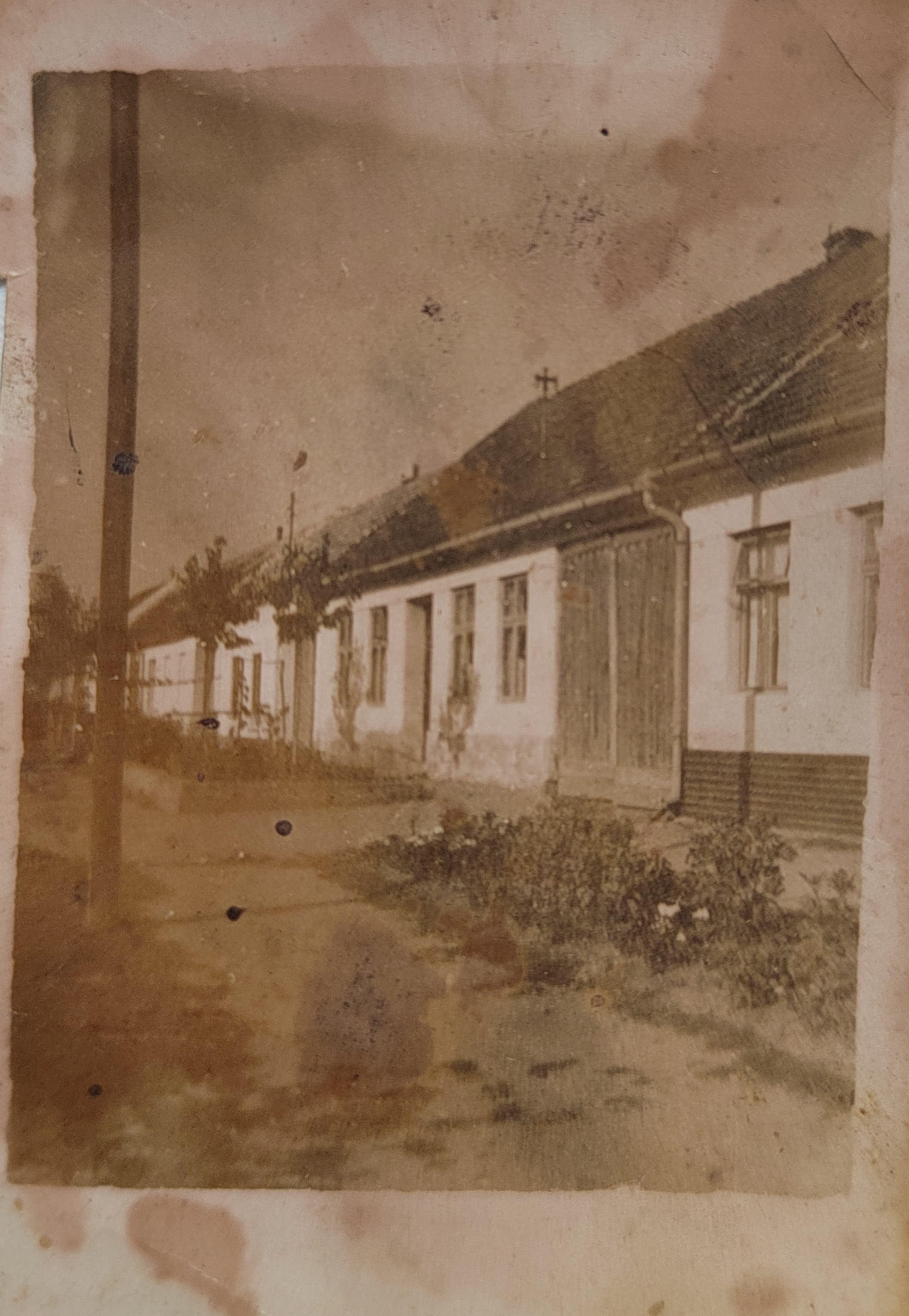
Severní část Rozářína (domy čp. 11, 44, 12 a 76) kolem roku 1950
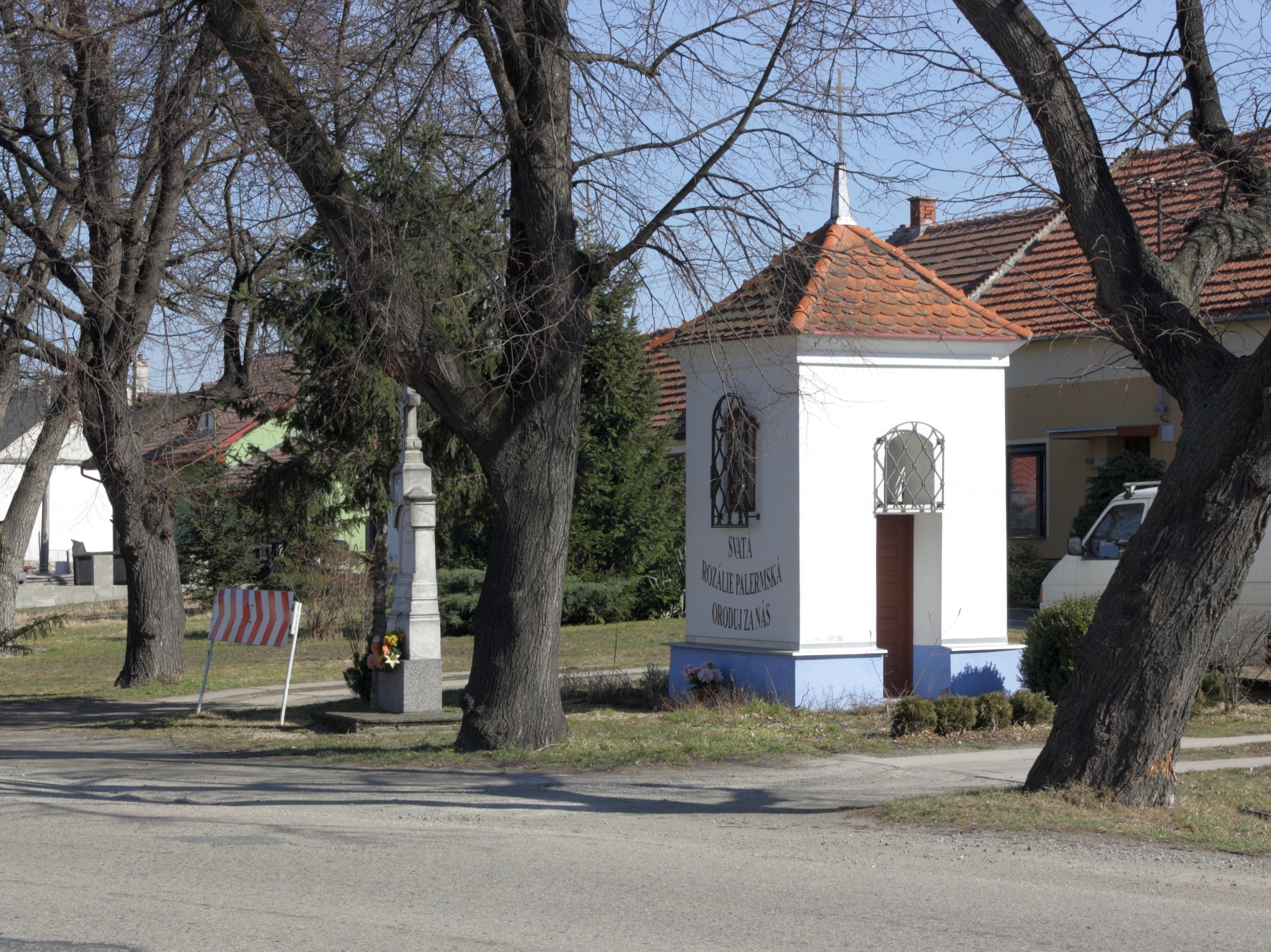
Zvonice s křížem na návsi
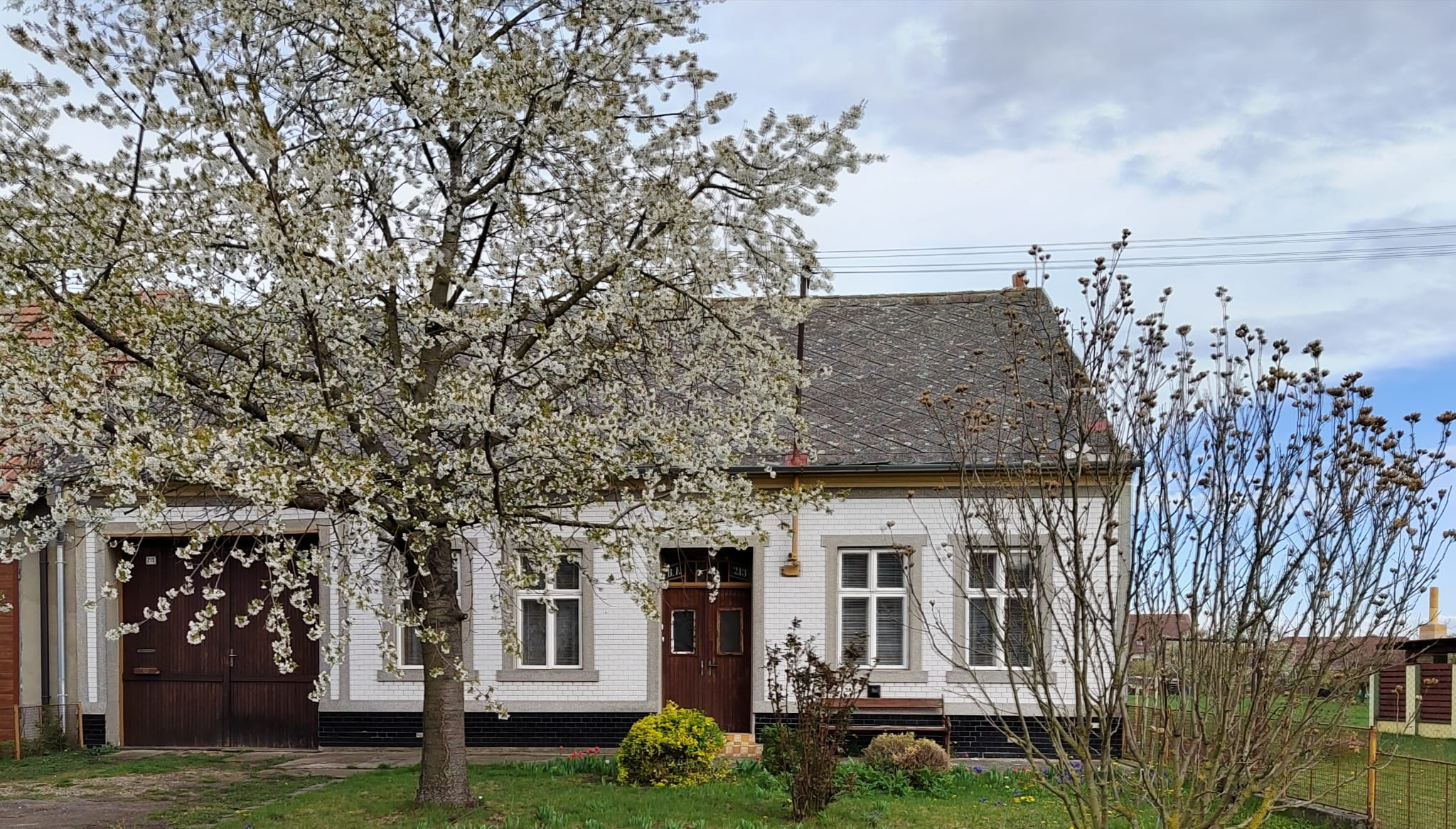
Dům čp. 13
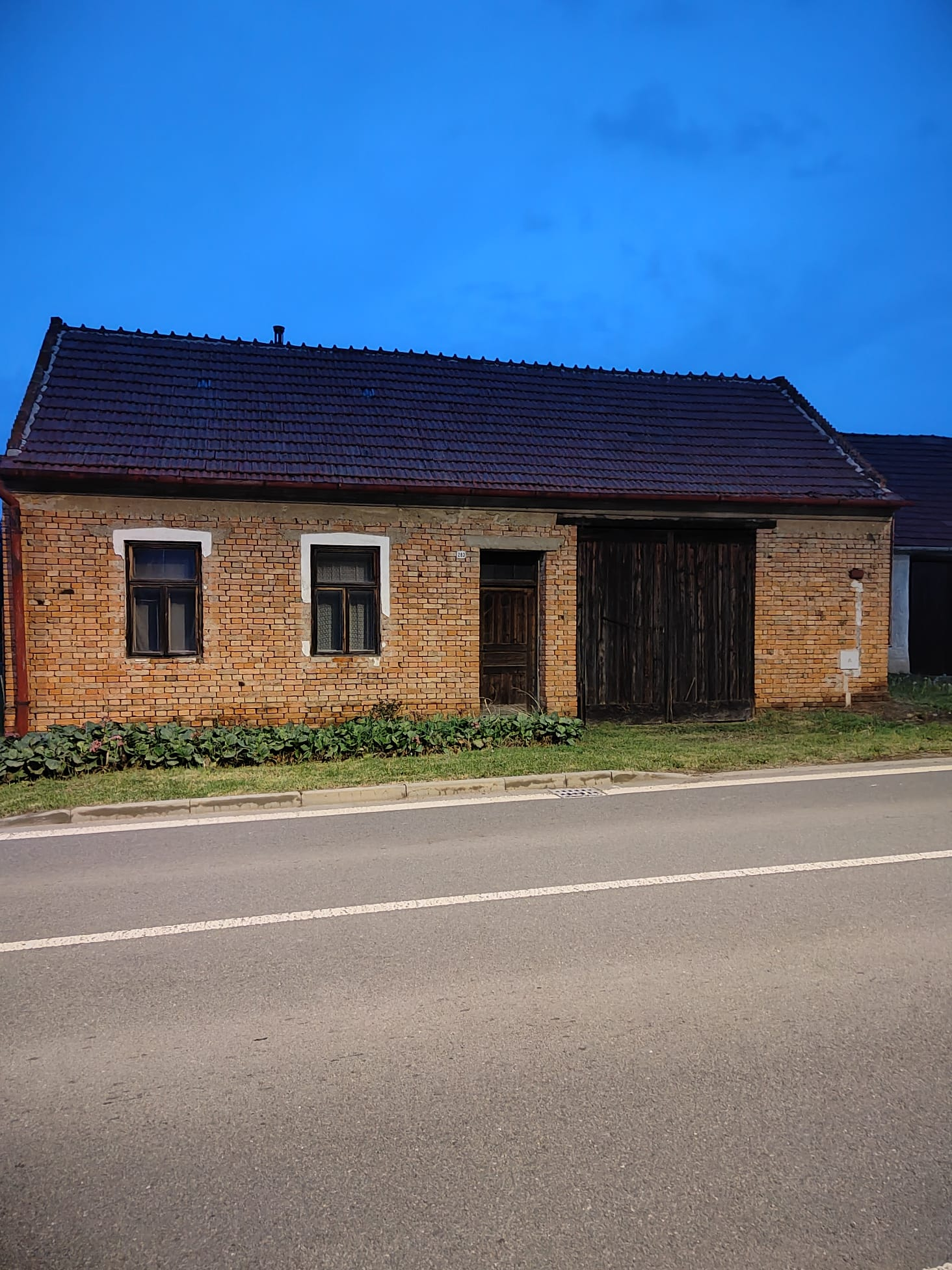
Dům čp. 83
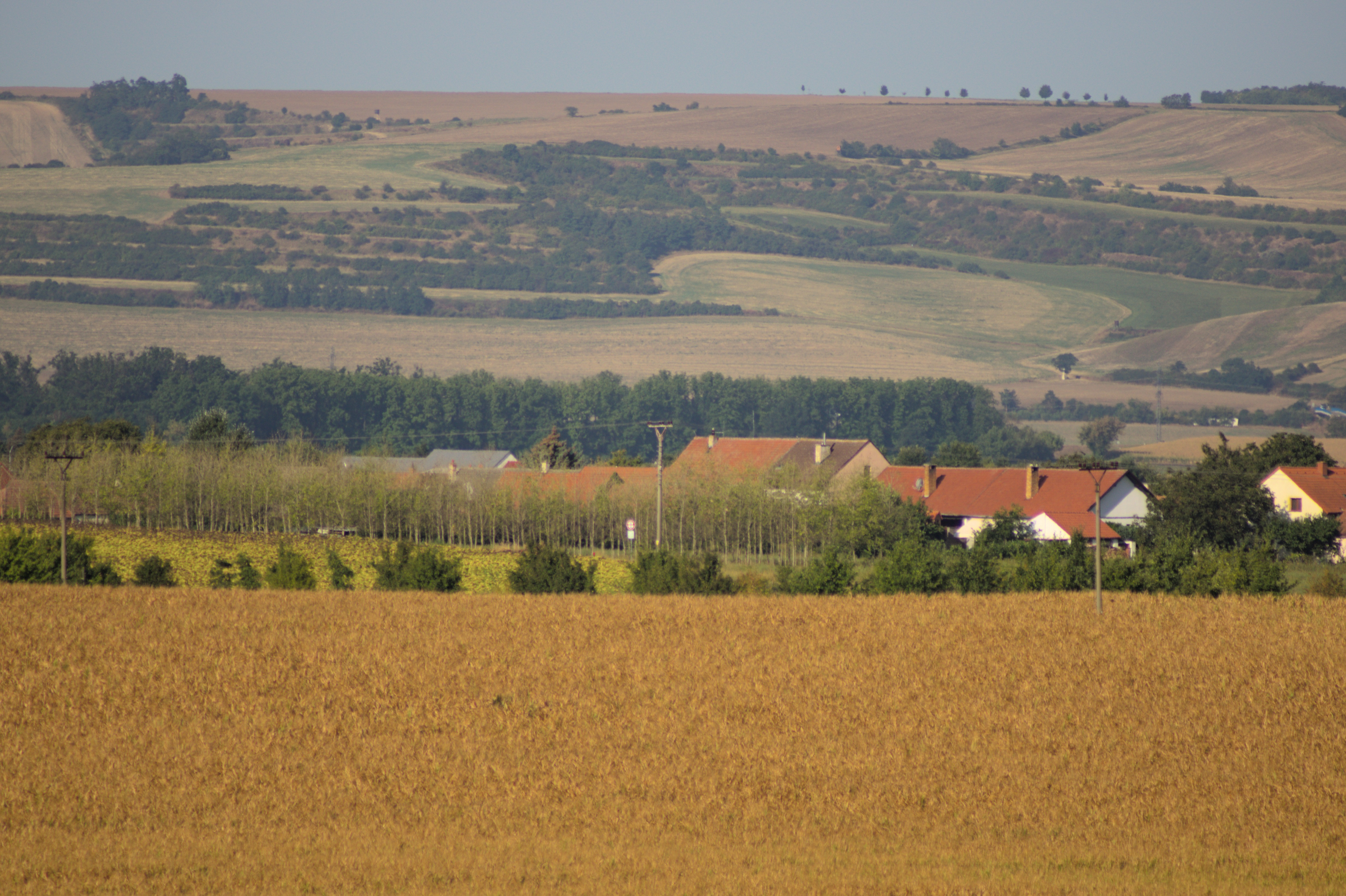
Pohled na sever se zástavbou Rozářína, v pozadí masiv Výhonu